# Fluorid neptunitý
Fluorid neptunitý je anorganická sloučenina s chemickým vzorcem NpF3.

## Příprava
Fluorid neptunitý lze připravit redukcí oxidu neptuničitého vodíkem v přítomnosti fluorovodíku při 500 °C:
2 NpO2 + H2 + 6 HF → 2 NpF3 + 4 H2O
Může být také připraven reakcí vodného roztoku neptunia s fluoridy ve slabé kyselině:
Np3+(aq) + 3 F−(aq) → NpF3(s)
Lze jej také připravit redukcí fluoridu neptuničitého v proudu vodíku:
2 NpF4 + H2 → 2 HpF3 + 2 HF

## Vlastnosti
Fluorid neptunitý je fialová radioaktivní pevná látka s teplotou tání 1425 °C. Krystalizuje ve struktuře fluoridu lanthanitého v prostorové grupě P63/mmc (číslo 194) s parametry mřížky a = 712,9 pm a c = 728,8 pm. Každý atom neptunia je obklopen devíti jádry fluoru v deformované trojboké trigonálně prizmatické struktuře.

## Reakce
Fluorid neptunitý se oxiduje na těkavý fluorid neptuniový v proudu plynného fluoru při 500 °C:
2 NpF3 + 3 F2 → 2 NpF6
Oxidací fluoridu neptunitého směsí kyslíku a fluorovodíku vzniká fluorid neptuničitý:
4 NpF3 + O2 + 4 HF → 4 NpF4 + 2 H2O
Při reakci s kyslíkem vzniká fluorid neptuničitý a oxid neptuničitý:
4 NpF3 + O2 → 3 NpF4 + NpO2
Kovové neptunium lze získat redukcí. Fluorid neptunitý reaguje s kovovým baryem nebo lithiem při 1200 °C:
2 NpF3 + 3 Ba → 2 Np + 3 BaF2